# Rafflesia manillana
Rafflesia manillana là một loài thực vật có hoa trong họ Rafflesiaceae. Loài này được Teschenm. miêu tả khoa học đầu tiên năm 1844.